# Mecodema
Mecodema is een geslacht van kevers uit de familie van de loopkevers (Carabidae). De wetenschappelijke naam van het geslacht is voor het eerst geldig gepubliceerd in 1853 door Blanchard.

## Soorten
Het geslacht Mecodema omvat de volgende soorten:
- Mecodema allani Fairburn, 1945
- Mecodema alternans Castelnau, 1867
- Mecodema angustulum Broun, 1914
- Mecodema aoteanoho Seldon & Leschnen, 2011
- Mecodema atrox Britton, 1949
- Mecodema brittoni Townsend, 1965
- Mecodema bullatum Lewis, 1902
- Mecodema chiltoni Broun, 1917
- Mecodema costellum Broun, 1903
- Mecodema costipenne Broun, 1914
- Mecodema crenaticolle Redtenbacher, 1868
- Mecodema crenicolle Castelnau, 1867
- Mecodema curvidens (Broun, 1915)
- Mecodema ducale Sharp, 1886
- Mecodema dunense Townsend, 1965
- Mecodema dux Britton, 1949
- Mecodema elongatum Castelnau, 1867
- Mecodema femorale Broun, 1921
- Mecodema florae Britton, 1949
- Mecodema fulgidum Broun, 1881
- Mecodema gourlayi Britton, 1949
- Mecodema haunoho Seldon & Leschnen, 2011
- Mecodema hector Britton, 1949
- Mecodema howittii Castelnau, 1867
- Mecodema huttense Broun, 1915
- Mecodema impressum Castelnau, 1867
- Mecodema infimate Lewis, 1902
- Mecodema integratum Townsend, 1965
- Mecodema kokoromatua Seldon, Leschen & Liebherr, 2012
- Mecodema laeviceps Broun, 1904
- Mecodema laterale Broun, 1917
- Mecodema litoreum Broun, 1886
- Mecodema longicolle Broun, 1923
- Mecodema lucidum Castelnau, 1867
- Mecodema manaia Seldon & Leschnen, 2011
- Mecodema metallicum Sharp, 1886
- Mecodema minax Britton, 1949
- Mecodema morio (Castelnau, 1867)
- Mecodema nitidum Broun, 1903
- Mecodema oblongum (Broun, 1882)
- Mecodema occiputale Broun, 1923
- Mecodema oconnori Broun, 1912
- Mecodema oregoides (Broun, 1894)
- Mecodema parataiko Seldon & Leschnen, 2011
- Mecodema pavidum Townsend, 1965
- Mecodema pluto Britton, 1949
- Mecodema politanum Broun, 1917
- Mecodema ponaiti Seldon & Leschnen, 2011
- Mecodema proximum Britton, 1949
- Mecodema pulchellum Townsend, 1965
- Mecodema punctatum (Castelnau, 1867)
- Mecodema punctellum Broun, 1921
- Mecodema puncticolle Broun, 1914
- Mecodema quoinense Broun, 1912
- Mecodema rectolineatum Castelnau, 1867
- Mecodema regulus Britton, 1964
- Mecodema rex Britton, 1949
- Mecodema rugiceps Sharp, 1886
- Mecodema sculpturatum Blanchard, 1843
- Mecodema simplex Castelnau, 1867
- Mecodema spiniferum Broun, 1880
- Mecodema striatum Broun, 1904
- Mecodema strictum Britton, 1949
- Mecodema sulcatum (Sharp, 1886)
- Mecodema tenaki Seldon & Leschnen, 2011
- Mecodema validum Broun, 1923